# Wielka Stopa (wódz Siuksów)
Wielka Stopa, Si Tanka, Spotted Elk ang. Big Foot (ur. między 1820–1825, zm. 29 grudnia 1890 pod Wounded Knee) – wódz Lakotów z grupy Teton, z plemienia Minneconjou. Wodzem został w 1874 po śmierci ojca. 
Zginął w masakrze nad strumieniem Wounded Knee podczas ataku armii USA na grupę uczestników religijnego Tańca Duchów. Zwłoki poległego wodza amerykańscy żołnierze oskalpowali, a trofeum trafiło do muzeum 7. Pułku Kawalerii. Dopiero w 2000, po wieloletnich staraniach, szczątki zostały zwrócone rodzinie zabitego i pochowane zgodnie z indiańskim obyczajem.